# Paranaitis kosteriensis
Paranaitis kosteriensis är en ringmaskart som först beskrevs av Anders Johan Malmgren 1867.  Paranaitis kosteriensis ingår i släktet Paranaitis och familjen Phyllodocidae. Arten är reproducerande i Sverige. Inga underarter finns listade i Catalogue of Life.